# Ozarba reducta
Ozarba reducta là một loài bướm đêm trong họ Noctuidae.